# قضية فلونا
في الحادي عشر من شباط فبراير 2018 ، حكم على الأم، سيسيل بورجون وزوجها، بركان مخلوف، بالسجن لمدة 20 عامًا بعد ان أدينوا بتهمة الاعتداء والتسبب بالموت دون نية بحق طفلة قاصر ذات الخمسة عشر عاما 

## السياق
في فرنسا، وجدت دراسة أجريت عام 2015 على المرصد الوطني للجنوح والاستجابات الجنائية بناءً على استغلال البيانات من السجلات الجنائية أن 70٪ من جرائم قتل الأطفال في الفترة 1996-2015 ارتكبت من قبل امرأة، وأنه في 72 ٪ من الحالات كان للطفل الضحية علاقة عائلية مع الجلاد.
سيسيل بورجون، والدة فيونا، لديها طفولة مضطربة : طلاق والديها وهي في سن الخامسة، كما انها عانت من إدمان المخدرات مع زوجها والد فلونا. بعد انفصالها عام 2011 عن نيكولاس شافولي والد فلونا، واصلت سيسيل بورجيون حياة مضطربة، بين الإدمان والعلاقات المضطربة . و قد وقعت ضحية للاغتصاب على يد عادل السويسي في مايو 2012 ، أي سنة واحدة قبل اختفاء الفتاة. وفقًا لمحاميها،. بعدها، تزاوجت من بركان مخلوف، وهو رجل يعاني من اضطراب، ووصفه الشهود بأنه عنيف، ومضطرب بجنون العظمة. هذا الأخير، المولود من أب جزائري توفي في شبابه، كان يعيش من تهريب المخدرات ومعروف عند رجال الشرطة بأعمال العنف وتعاطي المخدرات،

## تفاصيل القضية
تم الإبلاغ عن فقدان الفتاة البالغة من العمر خمس سنوات في 12 مايو 2013 من قبل والدتها في منطقة كليرمون فيران .ادعت الام سيسيل بورجيون وزوجها بان الفتات تعرضت لاختطاف  قبل الاعتراف بعد أربعة أشهر بأن فيونا كانت قد ضربت حتى الموت قبل ان يتم دفنها. لم يتم العثور على جثة الفتاة، لأن المتهمين لم يتذكروا مكان الدفن.